# Idioma tlapaneco
El idioma tlapaneco o meꞌphaa es una lengua otomangueana que se habla en el centro y sur del estado de Guerrero, en México. Su población lingüística rebasa los cien mil hablantes. Por mucho tiempo permaneció como una lengua sin clasificar. Más tarde, fue relacionada con el idioma subtiaba (actualmente extinto), y luego fue ligada definitivamente al grupo otomangueano, del cual forma un subgrupo separado en compañía del subtiaba. Los tlapanecos llaman a su propio idioma meꞌphaa.
Aunque es originario de Guerrero, recientemente una comunidad importante de hablantes de tlapaneco se ha asentado en Chinameca (Morelos), en el estado de Morelos, al norte de Guerrero. La variedad azoyuteca constituye el único caso del empleo del caso ergativo (Wichmann).

## Variedades
Ethnologue informa de cuatro lenguas diferentes dentro de este grupo:
- Tlapaneco de Acatepec [tpx]
- Tlapaneco de Azoyú [tpc]
- Tlapaneco de Malinaltepec [tcf]
- Tlapaneco de Tlacoapa [tpl]
- Tlapaneco de Zilacayotitlan []
- Tlapaneco de San Lucas Teocuitlapa
- Tlapaneco de Cacalotepec
- Tlapaneco de Zapotitlan Tablas

## Tono
En tlapaneco todos los tonos sobre vocales breves son de nivel; los tonos de contorno solo pueden aparecer en las vocales largas, lo cual sugiere un análisis fonológico de estas vocales en que éstas sean la unión de dos vocales breves. Un hecho interesante es que los préstamos del español en el tlapaneco siempre tienen tono alto en la vocal tónica:
comida > ko1mi3da1
Luis > lu1ĩ3, ...
Como puede verse en estos préstamos léxicos, todas las sílabas átonas van en tono bajo, excepto la tónica que toma el tono alto (eso indica cómo oyen los hablantes de lenguas tonales a las lenguas no-tonales con acento de intensidad).
En tlapaneco una oclusiva que sigue a una vocal glotalizada debe ser aspirada si ambas están en la misma palabra.

## Léxico
Algunas palabras en tlapaneco
tortillas - gu ma
agua - illaa
perro - xhuan
gato - mixtuun
lluvia - ruhua
sol - ahkaa
no - nangua
oscuro - krinaa
tierra - kubaa
río - maâño
plátano - xiamaa
Básicamente en tlapaneco no se utiliza la letra c.
Las palabras usadas en este léxico no son exactamente las correctas.
El Mé'pháá no se escriben las palabras así.

## Números en Me̱ꞌphaa Mañuwìín
1. mbá
2. a̱jma̱
3. atsú
4. akhu̱
5. witsu
6. majun
7. juwan
8. migiñu
9. mijna gu̱wa̱ꞌ
10. gu̱wa̱ꞌ
11. gu̱wa̱ꞌ ìmba̱
12. gu̱wa̱ꞌ ìjma̱
13. gu̱wa̱ꞌ ìtsu̱
14. gu̱wa̱ꞌ ìkhu̱
15. gu̱wa̱ꞌ nìtsu
16. gu̱wa̱ꞌ nìtsu ìmba̱
17. gu̱wa̱ꞌ nìtsu ìjma̱
18. gu̱wa̱ꞌ nìtsu ìtsu̱
19. gu̱wa̱ꞌ nìtsu ìkhu̱
20. mbá skíñú